# 月のもう半分
「月のもう半分」（つきのもうはんぶん）は、AIKI ＆ AKINO from bless4のシングル。2018年2月7日にFlyingDogから発売された。

## 解説
表題曲「月のもう半分」は、テレビアニメ『魔法使いの嫁』の後期EDテーマとして採用されている。
AIKI ＆ AKINOのデュエット楽曲は、2012年放送のテレビ東京系アニメ『アクエリオンEVOL』のEDテーマ「月光シンフォニア」以来6年ぶり。

## シングル収録曲
CD
1. 月のもう半分 [4:42]
作詞：岩里祐穂 / 作曲・編曲：白戸佑輔
歌唱：AIKI ＆ AKINO from bless4
テレビアニメ『魔法使いの嫁』後期EDテーマ
2. Fragile [4:17]
作詞：藤林聖子 / 作曲：渡辺未来 / 編曲：R・O・N
歌唱：AIKI from bless4
3. 月のもう半分（Instrumental）[4:40]
4. Fragile（Instrumental）[4:11]